# Cleisomeria
Cleisomeria – rodzaj roślin z rodziny storczykowatych (Orchidaceae). Rośliny epifityczne rosnące w lasach na wysokościach 200–1100 m n.p.m. Występują w takich krajach i regionach jak: Asam, Bangladesz, Borneo, Kambodża, Laos, Malezja Zachodnia, Mjanma, Tajlandia, Wietnam.

## Morfologia
KwiatyKwiaty odwrócone, zielonkawo-żółty z bordowo-fioletowymi plamkami.

## Systematyka
Rodzaj sklasyfikowany do podplemienia Aeridinae w plemieniu Vandeae, podrodzina epidendronowe (Epidendroideae), rodzina storczykowate (Orchidaceae), rząd szparagowce (Asparagales) w obrębie roślin jednoliściennych.
Wykaz gatunków
- Cleisomeria lanatum (Lindl.) Lindl. ex G.Don
- Cleisomeria pilosula (Gagnep.) Seidenf. & Garay